# Bægerbregne-slægten
Bægerbregne-slægten (Cystopteris) er en slægt af bregner i Mangeløv-familien. 
Vokser i tempererede områder over hele verden. Der er meget store forskelle indenfor slægten og også indenfor den enkelte art. Arterne hybridiserer nemt, hvilket bidrager yderligere til at det kan være vanskeligt at identificere den enkelte art.
Almindeligvis er bægerbregnerne flerårige med jordstængler, der vokser i klippesprækker eller skovbund. Bladene er flere gange delt.
4-5 arter i Skandinavien men kun 1 i Danmark. Flere arter dyrkes som haveplanter.
| Arter i Danmark |

- Skør bægerbregne (Cystopteris fragilis)

| Portal | Portal:Botanik |

| Botanik | Spire Denne botanikartikel er en spire som bør udbygges. Du er velkommen til at hjælpe Wikipedia ved at udvide den. |